# Le Repos, paysanne couchée dans l'herbe
Le Repos, paysanne couchée dans l'herbe est un tableau réalisé par le peintre impressionniste Camille Pissarro de 1882. Il a été réalisé à Pontoise et, avec trois autres œuvres similaires, marque le tournant de l'œuvre de l'artiste de la pure Peinture de paysages à la représentation de personnages. Il se trouve depuis le 10 avril 1967 à la Kunsthalle Bremen. Le tableau provient de la succession du collectionneur d'art Hugo Oelze, décédé en 1967.

## Description
Le tableau montre une jeune paysanne allongée dans le foin fraîchement fauché et parfumée d'un pré. Le corps de la femme forme une diagonale en travers de l'image, la séparant en deux zones. Le paysage est bordé par un chemin lumineux et horizontal qui sépare la zone cultivée de la végétation sauvage, avec des buissons et des arbres en arrière-plan. Avant la mécanisation de l'agriculture, les prairies étaient fauchées à la main à la faux, ce qui représentait une tâche assez physique. Une fois coupée, l'herbe était uniformément répartie sur le sol avec un râteau en bois pour qu'elle sèche plus rapidement. La femme allongée a tiré son foulard sur son front pour protéger ses yeux du grand soleil de midi repose entièrement détendue, les yeux légèrement fermés. Son outil de travail, le râteau, est visible sur sa main droite. Rien ne vient troubler ce repos paisible de midi, la représentation ne figure aucune autre personne, animal ou élément gênant. Ce corps humain complètement décontracté, dans un repos parfait, est le principal élément du tableau. Pissarro vieillissant a toujours représenté ses ouvriers agricoles dans des vêtements simples, et non à la mode, sans évocations érotiques, contrairement à la peinture pastorale du XVIIIe siècle. Il a choisi ses jeunes femmes comme modèle pour leur beauté simple, pas en vue d'une représentation pour un public urbain, pour leur caractère déterminé et heureux. Un choix qui contrastait fortement avec les préjugés de son époque au sujet de la vie rurale.
L’œuvre de Pissarro est exécutée dans la technique de peinture huile sur toile et a le format paysage 64,5 × 78 cm. La signature est en bas à gauche : C.Pissarro 82. Depuis 1967, il porte le numéro d'inventaire 960-1967 / 8 de la galerie d'art de Brême.

## Expositions (sélection)
- Tableaux de C. Pissarro, Galerie Bernheim-Jeune, Paris 1899
- Exposition d'Art Nouveau, Collection Siegfried Bing, Paris et Londres 1899
- Hollandsche en Fransche Schilderkunst dans le Rotterdamschen Kunstkring (Galerie van Wisselingh, Amsterdam), Rotterdam 1930
- Peinture française du XIX e et XX e siècle, Galerie van Wisseling, Amsterdam, avril – mai 1931, catalogue no. 40
- Peinture française du XIXe siècle, Musée des beaux-arts du Canada, Ottawa 1934 et autres villes du Canada
- uvres de van Fransche impressionnistes, Frans Hals Museum, Haarlem 1935
- Hollandsche en Fransche schilderkunst der XIXe en XXe eeuw, Pulchri Studio, La Haye (Galerie van Wisselingh) 1939
- Paula Modersohn-Becker à l'occasion de son centième anniversaire, Kunsthalle Bremen 1976
- Retour à la nature. La colonie d'artistes de Barbizon, Kunsthalle Brême 1977/78
- Camille Pissarro 1830-1903, Grand Palais, Paris ; Hayward Gallery, Londres; Musée des Beaux-Arts, Boston 1981
- Eva et le futur : l'image de la femme depuis la Révolution française, Hamburger Kunsthalle 1986
- Impressionnisme en Allemagne, Sogo Museum of Art, Yokohama 1990 et autres villes du Japon
- La Kunsthalle Bremen visite Bonn. Chefs-d'œuvre de six siècles , Salle d'art et d'exposition de la République fédérale d'Allemagne, Bonn 1997/98
- Montée et chute du modernisme, Weimar Art Collections 1999
- Camille Pissarro, Galerie nationale de Stuttgart 1999
- Seurat et la fabrication de La Grande Jatte (signifiant Seurat photo Un dimanche après-midi sur l'île de La Grande Jatte), Art Institute of Chicago en 2004
- Les femmes dans l'impressionnisme. Du féminin mythique à la femme moderne , Ny Carlsberg Glyptotek, Copenhague 2006/07
- Richard R. Brettell : Pissarro's People, Sterling and Francine Clark Art Institute, Williamstown 2011/12
- Une question d'origine. Trois collectionneurs de Brême et la trajectoire de leurs peintures pendant le national-socialisme, Kunsthalle Brême 2014/15 [3]

## Propriétaire antérieur
Après l'arrivée au pouvoir des nazis en 1933, de nombreux propriétaires, pour la plupart juifs, ont été contraints de vendre leurs avoirs à un prix bien inférieur à sa valeur. L'avocat Hugo Oelze, issu d'une famille de marchands de Brême, fait partie de ces citoyens qui en ont bénéficié et qui ont pu acheter des tableaux pour leur propre collection d'art à vil prix entre 1933 et 1945. Il s'était installé à Amsterdam dans les années 1920 et avait ensuite aidé les nazis à évaluer les œuvres d'art confisquées là-bas. Il a légué plusieurs de ses tableaux à la Kunsthalle de Brême.
Origine
La galerie Durand-Ruel à Paris acquit en premier le tableau le 30 mai 1882 directement de Pissarro. Il y demeura jusqu'en février 1899 est resté. Puis il fut cédé au marchand d'art EJ van Wisselingh à Amsterdam (1929-1935) via la galerie Bernheim-Jeune et Léon Morot vers 1929. Il resta temporairement de 1935 à 1938 chez MH Stevenson Southam à Ottawa, avant de revenir au marchand d'art van Wisselingh jusqu'en 1940. Détenu vraisemblablement de 1940 à 1950 par un particulier, il fut la propriété manifeste d'Hugo Oelze de 1950 à 1967. Enfin, depuis le 10 avril 1967, sa succession a échu à la Kunsthalle de Brême.

## Littérature
- Joachim Pissarro, Claire Durand-Ruel Snollaerts, Pissarro. Catalogue critique de peintures, 3 tomes, Wildenstein Institute, Paris 2005, tome 2 (OCLC 644151612), p. 456f, n° 683.
- Gerhard Gerkens, Ursula Heiderich, Catalogue des peintures des XIXe et XXes à la Kunsthalle Bremen, 2 tomes, Brême, 1973 (OCLC 1303217), page 268, figure 590.